# Zizeeria karsandra
Zizeeria karsandra är en fjärilsart som beskrevs av Moore 1865. Zizeeria karsandra ingår i släktet Zizeeria och familjen juvelvingar. Inga underarter finns listade i Catalogue of Life.

## Bildgalleri

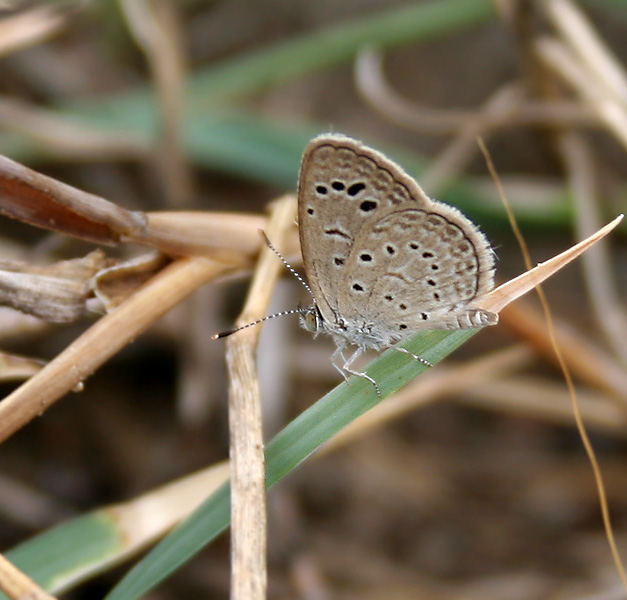
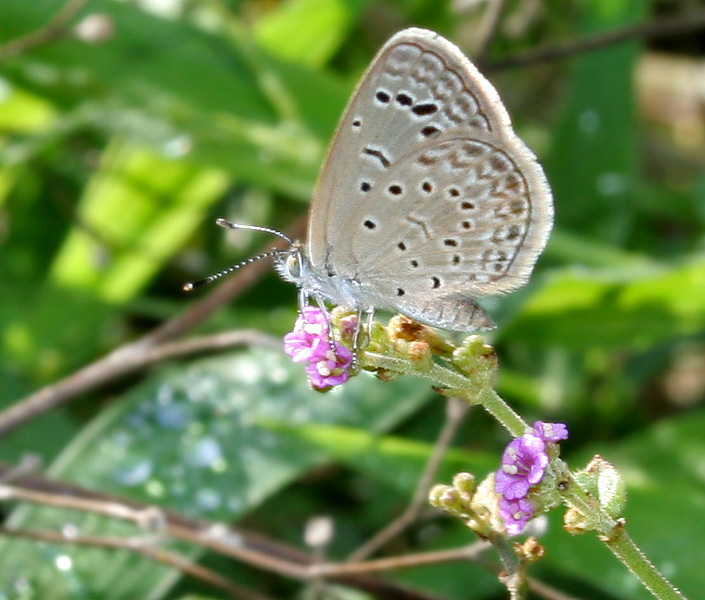
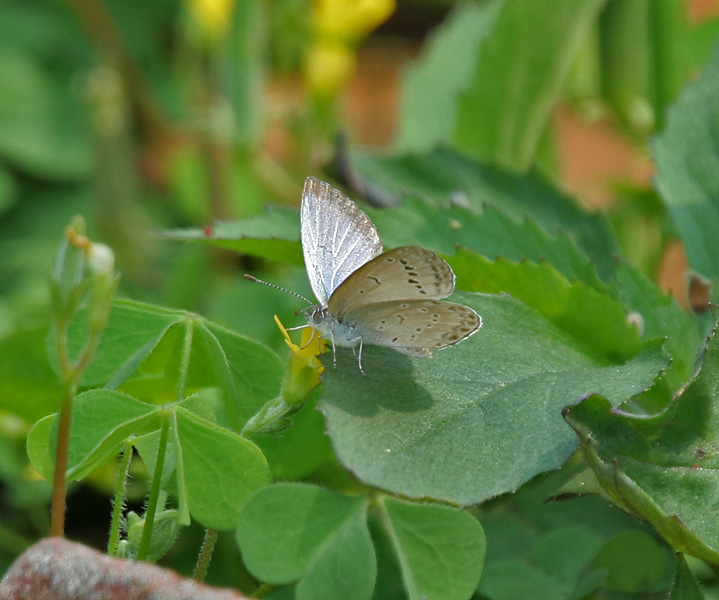
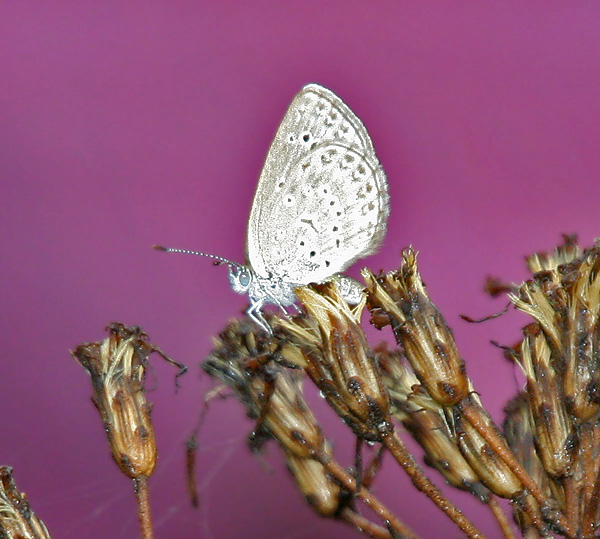
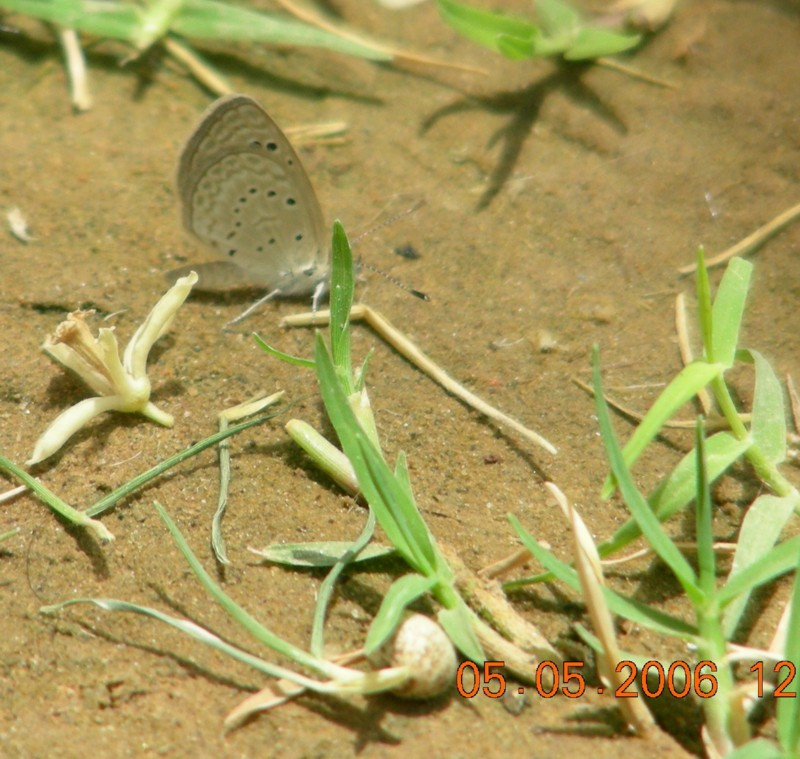